# Piper PA-24 Comanche
Za dvomotorni Twin Comanche glej članek: Piper PA-30 Twin Comanche
Piper PA-24 Comanche je štirisedežno nizkokrilno propelersko športno letalo ameriškega proizvajalca Piper Aircraft, iz njega so razvili zelo uspešnega PA-30 Twin Comanche. PA-24 je povsem kovinske konstrukcije in uvlačljivim pristajalnim podvozjem tipa tricikel. Piper je pred modelom PA-24 bil znan po svojih počasnih in preprostih letalih Cub, Super Cub, Pacer, Cherokee, vendar mu je Beechcraft Bonanza z hitrejšimi, prostornejšimi in udobnejšimi letali prevzela trg GA letal in Comanche je bil tržni odgovor Piperja na Beech Bonanzo, zato velja Commanche za prvo Piperjevo sodobno potovalno letalo. Prvič je poletel 24. maja 1956, leta 1961 se mu je pridružila njegova dvomotorna varianta PA-30, enomotorni PA-24 je bil v proizvodnji v letih 1957−1972. Comanche je bil razvit kot udobno in prostorno potovalno letalo v konkurenci: Beechcraft Bonanza, Rockwell Commander in Cessna 210. Skupno so zgradili skoraj 5 tisoč letal. Piperja PA-24 so leta 1961 razvili v PA-30 Twin Comanche in kasneje v PA-39 Twin Comanche C/R s kontra vrtečimi propelerji. Comanche PA-24-250 drži rekord v preleteni razdalji v razredu enomotornih letal in sicer od Casablanca, Maroko do Los Angeles, Kalifornija v razdalji 12 338 km v trajanju 58 ur in 38 minut 2 Junija 1958.  
Proizvodnja Comanchev se je končala leta 1972, ko je hudo deževje zaradi orkana Agnes povzročilo veliko poplavo reke Susquehanna leta 1972, ki je poplavila tovarno Lock Haven in uničila letala, dele in orodje ter stroje, potrebne za proizvodnjo. Piper je obdržal proizvodnjo P28R Arrow in PA34 Seneca v drugi tovarni Vero Beach, Florida.       

## Specifikacije (PA-24-260)
Podatki iz Janes
Splošne karakteristike
- Posadka: 1
- Število sedežev: 3 potniki
- Dolžina: 25 ft 0 in (7,62 m)
- Razpon kril: 36 ft 0 in (10,97 m)
- Višina: 7 ft 6 in (2,29 m)
- Širina kabine: 45 in (1,14 m)
- Višina kabine: 47 in (1,19 m)
- Aeroprofil: NACA 64A215 laminarni profil
- Teža praznega letala: 1773 lb (804 kg)
- Uporaben tovor: 1427 lb (647 kg)
- Maks. vzletna teža: 3200 lb (1451 kg)
- Pogon letala: 1 ×  Lycoming IO-540, 260 KM (194 kW)

 Zmogljivost 
- Potovalna hitrost: 161 vozlov (298 km/h) 185 mph
- Doseg: 1063 nmi (1970 km) 1225 milj
- Višina leta: 19500 ft (5945 m)
- Hitrost vzpenjanja: 1320 fpm (6,7 m/s)